# Баштюрк, Йылдырай
Йылдырай Баштюрк (нем. и тур. Yıldıray Baştürk; род. 24 декабря 1978, Херне, Северный Рейн-Вестфалия, ФРГ) — турецкий и немецкий футболист.

## Карьера
Родился в семье шахтёра. Начал футбольную карьеру в «Sportfreunde Wanne-Eickel». В юности выступал за клуб «Ваттеншайд 09», а известность приобрел, осуществив переход в клуб «Бохум», являющийся представителем того же города, что и «SG Wattenscheid 09». В составе «Бохума» Баштюрк впервые принял участие в Кубке УЕФА.
После перехода в «Байер 04» в 2001 году к футболисту пришли первые серьёзные достижения. В составе леверкузенской команды Баштюрк занимал вторые места в немецкой Бундеслиге, Кубке Германии и Лиге Чемпионов.
С июля 2004 года о момента окончания контракта в 2007 году выступал за берлинскую «Герту», после чего 28 мая 2007 года по правилу Босмана перешёл в состав действующего на тот момент чемпиона Германии клуба «Штутгарт».
В 2002 году принял участие в чемпионате мира, где сборная Турции завоевала бронзовые медали. К настоящему моменту Баштюрк провел за национальную команду 49 матчей, в которых забил два мяча. После того, как не попал в заявку команды на Чемпионат Европы по футболу 2008 из-за плохой физической формы, заявил, что не станет выступать за сборную, пока её главным тренером является Фатих Терим.

## Достижения
«Байер 04»
- Серебряный призёр Бундеслиги: 2001/02
- Финалист Кубка Германии: 2001/02
- Финалист Лиги чемпионов: 2001/02

Сборная Турции
- Бронзовый призёр чемпионата мира по футболу: 2002
- Бронзовый призёр Кубка конфедераций: 2003